# HD 210289
HD 210289，又名BD+49 3746，SAO 51678、HR 8445，是一颗恒星，视星等为6.42，位于銀經97.89，銀緯-4.97，其B1900.0坐标为赤經22h 4m 23.4s，赤緯+49° -4.97′ 27″。